# رامزي كوكس
رامزي كوكس (19 مايو 1911 - 1 ديسمبر 2005) (بالإنجليزية: Ramsay Cox)‏ هو لاعب كريكت بريطاني.